# Porty lotnicze w Izraelu
Porty lotnicze w Izraelu – w skład systemu cywilnych portów lotniczych w Izraelu, wykorzystywanych do transportu pasażerskiego, wchodzi 12 portów lotniczych – z dominującym międzynarodowym portem (Tel Awiw-Ben Gurion) i największym krajowym (Tel Awiw-Ste Dov). Dodatkowo istnieje 2 zapasowe lądowiska i 8 wojskowych baz lotniczych.

## Cywilne porty lotnicze

### Międzynarodowe
| kol. | Miasto          | Kod IATA | Kod ICAO | Lotnisko   | Rok otwarcia | WWW |
| ---- | --------------- | -------- | -------- | ---------- | ------------ | --- |
| 1    | Lod k. Tel Awiw | LLBG     | TLV      | Ben Gurion | 1936         |     |
| 2    | Ejlat           | LLOV     | VDA      | Owda       | 1980         |     |

### Krajowe
| kol. | Miasto       | Kod IATA | Kod ICAO | Lotnisko                   | Rok otwarcia | WWW |
| ---- | ------------ | -------- | -------- | -------------------------- | ------------ | --- |
| 1    | Tel Awiw     | LLSD     | SDV      | Sede Dow                   | 1937         |     |
| 2    | Beer Szewa   | LLBS     | BEV      | Teyman                     |              |     |
| 3    | Ejlat        | LLET     | ETH      | Hozman                     | 1949         |     |
| 4    | Hajfa        | LLHA     | HFA      | Michaeli                   | 1934         |     |
| 5    | Herclijja    | LLHZ     | HRZ      | Herclijja                  |              |     |
| 6    | Petach Tikwa |          |          | port lotniczy Kefar Sirkin |              |     |
| 7    | Megiddo      | LLMG     |          | Megiddo                    |              |     |
| 8    | Masada       | LLMZ     | MTZ      | Bar Jehuda                 | 1963         |     |
| 9    | En Jahaw     | LLEY     | EIY      | En Jahaw                   | 1970         |     |
| 10   | Afik         | LLFK     |          | Afik                       |              |     |
| 11   | Micpe Ramon  | LLMR     | MIP      | Micpe Ramon                | 1963         |     |
| 12   | Rosz Pina    | LLIB     | RPN      | Rosz Pina                  | 1943         |     |
| 13   | Jotwata      | LLYT     | YOT      | Jotwata                    |              |     |

### Zapasowe lądowiska
| kol. | Miasto | Kod IATA | Kod ICAO | Lotnisko       | Rok otwarcia | WWW |
| ---- | ------ | -------- | -------- | -------------- | ------------ | --- |
| 1    | Becet  |          |          | Lotnisko Becet |              |     |
| 2    | Sedom  |          | SED      | Lotnisko Sdeom |              |     |

### Lotniska nieczynne
| kol. | Miasto         | Kod IATA | Kod ICAO | Lotnisko       | Rok otwarcia | WWW |
| ---- | -------------- | -------- | -------- | -------------- | ------------ | --- |
| 1    | Jerozolima     | LLJR     | JRS      | Atarot         |              |     |
| 2    | Kirjat Szemona | LLKS     | KSW      | Kirjat Szemona |              |     |

## Wojskowe bazy sił powietrznych
| kol. | Miasto        | Kod IATA | Kod ICAO | Baza Sił Powietrznych Izraela | Rok otwarcia |
| ---- | ------------- | -------- | -------- | ----------------------------- | ------------ |
| 1    | En Szemer     | LLES     |          | Baza lotnicza En Szemer       | 1948         |
| 2    | Chacerim      | LLHB     |          | Baza lotnicza Chacerim        | 1966         |
| 3    | Chacor-Aszdod | LLHS     |          | Baza lotnicza Chacor          | 1948         |
| 4    | Lod           | LLBG     | TLV      | Baza lotnicza Lod             | 1948         |
| 5    | Newatim       | LLNV     |          | Baza lotnicza Newatim         | 1983         |
| 6    | Ejlat         | LLOV     | VDA      | Baza lotnicza Owda            | 1980         |
| 7    | Palmachim     |          |          | Baza lotnicza Palmachim       |              |
| 8    | Ramat Dawid   | LLRM     |          | Baza lotnicza Ramat Dawid     | 1948         |
| 9    | Micpe Ramon   | LLRD     |          | Baza lotnicza Ramon           | 1981         |
| 10   | Tel Awiw      | LLSD     | SDV      | Baza lotnicza Sede Dow        | 1948         |
| 11   | Rechowot      | LLEK     |          | Baza lotnicza Tel Nof         | 1948         |